# Teatro Ademi
El Teatro Ademi  es el nombre que recibe un teatro que se encuentra en Biskek, la capital del país centroasiático de Kirguistán.
El Teatro Ademi fue creado por la reconocida figura teatral de Kirguistán, y dramaturgo y director J. Kulmambetovym en el 2000, con la participación de Makhabat Baygabylovoy. El repertorio está dirigido principalmente a niños y jóvenes. Las funciones son principalmente en idioma ruso.
El teatro ha realizado visitas en equipo, que sirven regularmente a jardines de infantes, escuelas de Kirguistán, así como turistas en verano.